# Rubén Wolkowyski
Rubén Óscar Wolkowyski (Juan José Castelli, 30 settembre 1973) è un ex cestista argentino con cittadinanza polacca.

## Carriera

### Club
Noto per la sua abilità nel tiro e nel salto, Wolkowyski ha giocato in numerose squadre professionistiche. Attualmente è in Italia alla Legea Scafati, dopo aver iniziato la stagione con i polacchi del Prokom. Ha vestito le maglie di Quilmes, Boca Juniors ed Estudiantes de Olavarría (in Argentina), Seattle SuperSonics e Boston Celtics (in NBA), CSKA Mosca e Khimky (in Russia), Tau Vitoria (in Spagna) e Olympiakos (in Grecia).

### Nazionale
Per un lungo periodo Wolkowyski è stato membro regolare della Nazionale argentina.
Con la selezione del suo paese ha partecipato ai Fiba Americas 2001 (oro) e 2003 (argento), ai Mondiali 2002 e 2006. e alle Olimpiadi 1996 e 2004. Ad Atene 2004 l'Argentina, guidata da Emanuel Ginóbili, Andrés Nocioni e Luis Scola, ha vinto l'oro olimpico.